# ایدلبرگ
ایدلبرگ (به آلمانی: Idelberg) یک شهر در آلمان است که در راینلاند-فالتس واقع شده‌است.

## خصوصیات
ایدلبرگ ۵۱ نفر جمعیت دارد.